# Bychanahalli, Arkalgud
Bychanahalli là một làng thuộc tehsil Arkalgud, huyện Hassan, bang Karnataka, Ấn Độ.